# Tomo Buzov
Tomislav „Tomo” Buzov (n. 1940, Kaštel Novi⁠(d), Banovina Croației⁠(d), Regatul Iugoslaviei – d. 27 februarie 1993, Višegrad, Republika Srpska, Bosnia și Herțegovina) a fost un ofițer croat al Armatei Populare Iugoslave, ucis în masacrul de la Štrpci pentru că a încercat să se opună criminalilor.
Moartea sa făcut subiectul scurtmetrajului, câștigător de Palme d'Or⁠(d), intitulat Omul care nu a putut să tacă⁠(d).

## Biografie
Buzov era etnic croat, născut în Kaštel Novi⁠(d), lângă Split, în 1940. Ca soldat profesionist în Armata Populară Iugoslavă, el s-a mutat la Belgrad și și-a petrecut cea mai mare parte a vieții acolo ca ofițer de marină și de semnale. S-a pensionat anticipat cu ceva timp înainte de izbucnirea războiului din Iugoslavia, la începutul anilor 1990.
Pe 27 februarie 1993, Buzov călătorea cu trenul de la Belgrad la Bar pentru a-l vizita pe fiul lui, Darko, care își derula serviciul militar obligatoriu în Muntenegru. În timp ce trenul trecea prin estul Bosniei, unde era în desfășurare Războiul Bosniac, membri ai Armatei Republicii Srpska⁠(d) (VRS) au oprit trenul într-o gară din micul sat bosniac Štrpci, în apropiere de orașul Priboj din Serbia.
Soldații au inspectat trenul și au identificat 20 de civili etnici bosniaci printre pasageri. Unul dintre acei civili, un băiat de 17 ani, stătea în același compartiment cu Buzov. Buzov i-a întrebat pe soldați ce fac și de ce armată aparțin, și le-a spus că și el este ofițer în rezervă. Eu i-au spus că nu era treaba lui și au început să escorteze civilii afară din tren. Buzov i-a spus băiatului să rămână așezat și a ieșit el în locul lui.
Cei 20 de civili, inclusiv Buzov, au fost apoi duși la postul de comandă local al VRS, bătuți și încătușați cu sârmă, apoi duși într-un loc de lângă Višegrad, unde au fost împușcați, iar trupurile le-au fost aruncate în Drina. Se crede că masacrul a fost comis de o unitate paramilitară sârbă, Vulturii Albi⁠(d), condusă de comandantul Milan Lukić⁠(d).

## Urmări
În 2009, Lukić a fost condamnat la închisoare pe viață de către Curtea Internațională de la Haga pentru alte crime. În 2020 a fost trimis în judecată în Bonsia pentru masacrul de la Štrpci, dar Lukić, închis în Estonia, a refuzat să recunoască participarea la fapte. În 2023, un tribunal din Sarajevo a condamnat șapte sârbi bosniaci⁠(d) la pedepse totalizând 91 de ani de închisoare pentru uciderea celor 20 de civili din tren.
Tânărul bosniac salvat de Buzov a supraviețuit războiului și are trei copii.

## Memoria
Primăria sectorului Novi Beograd a plasat o placă memorială pe clădirea în care a locuit Buzov. Pe inscripție scrie: „Tomo Buzov. Căpitan JNA clasa I. În memoria omeniei și curajului celui care a locuit la această adresă. Aprilie 2023.”
Există o placă memorială și un doc care poartă numele lui în orașul său natal, Kaštel Novi.
Buzov este subiectul scurtmetrajului din 2024 Omul care nu a putut să tacă, care relatează evenimentele din jurul morții sale. A fost regizat de Nebojša Slijepčević⁠(d), cu Dragan Mićanović⁠(d) interpretându-l pe Buzov. Filmul a fost o coproducție croato-bulgaro-franco-slovenă. A câștigat Palme d'Or pentru Scurtmetraj⁠(d) la Festivalul de Film de la Cannes din 2024⁠(d), și a fost nominalizat și pentru Cel mai bun scurtmetraj la cea a 97-a ediție a Premiilor Oscar.